# Dictyna
Genre
Synonymes
- Ergatis Blackwall, 1841
- Operaria Blackwall, 1841
- Tosyna Chamberlin, 1948

Dictyna est un genre d'araignées aranéomorphes de la famille des Dictynidae.

## Distribution
Les espèces de ce genre se rencontrent en Amérique, en Asie, en Afrique, en Europe et en Océanie.

## Liste des espèces
Selon World Spider Catalog (version 26, 12/07/2025) :
- Dictyna abundans Chamberlin & Ivie, 1941
- Dictyna alaskae Chamberlin & Ivie, 1947
- Dictyna albicoma Simon, 1893
- Dictyna albovittata Keyserling, 1881
- Dictyna alyceae Chickering, 1950
- Dictyna apacheca Chamberlin & Ivie, 1935
- Dictyna arundinacea (Linnaeus, 1758)
- Dictyna betancuria Wunderlich, 2022
- Dictyna bostoniensis Emerton, 1888
- Dictyna brevitarsus Emerton, 1915
- Dictyna cafayate Mello-Leitão, 1941
- Dictyna cambridgei Gertsch & Ivie, 1936
- Dictyna chandrai Tikader, 1966
- Dictyna cholla Gertsch & Davis, 1942
- Dictyna cofete Wunderlich, 2022
- Dictyna columbiana Becker, 1886
- Dictyna cronebergi Simon, 1889
- Dictyna crosbyi Gertsch & Mulaik, 1940
- Dictyna cyrenaica Caporiacco, 1933
- Dictyna dahurica Danilov, 2000
- Dictyna dauna Chamberlin & Gertsch, 1958
- Dictyna denisi (Lehtinen, 1967)
- Dictyna donaldi Chickering, 1950
- Dictyna ectrapela (Keyserling, 1886)
- Dictyna fluminensis Mello-Leitão, 1924
- Dictyna guineensis Denis, 1955
- Dictyna hamifera Thorell, 1872
- Dictyna juno Ivie, 1947
- Dictyna kosiorowiczi Simon, 1873
- Dictyna laeviceps Simon, 1911
- Dictyna linzhiensis Hu, 2001
- Dictyna livida (Mello-Leitão, 1941)
- Dictyna marilina Chamberlin, 1948
- Dictyna moctezuma Gertsch & Davis, 1942
- Dictyna namulinensis Hu, 2001
- Dictyna navajoa Gertsch & Davis, 1942
- Dictyna obydovi Marusik & Koponen, 1998
- Dictyna pictella Chamberlin & Gertsch, 1958
- Dictyna puebla Gertsch & Davis, 1937
- Dictyna pusilla Thorell, 1856
- Dictyna quadrispinosa Emerton, 1919
- Dictyna ranchograndei Caporiacco, 1955
- Dictyna saepei Chamberlin & Ivie, 1941
- Dictyna similis Keyserling, 1878
- Dictyna simoni Petrunkevitch, 1911
- Dictyna sinaloa Gertsch & Davis, 1942
- Dictyna siniloanensis Barrion & Litsinger, 1995
- Dictyna sinuata Esyunin & Sozontov, 2016
- Dictyna subpinicola Ivie, 1947
- Dictyna tarda Schmidt, 1971
- Dictyna togata Simon, 1904
- Dictyna tristis Spassky, 1952
- Dictyna trivirgata Mello-Leitão, 1943
- Dictyna tullgreni Caporiacco, 1949
- Dictyna turbida Simon, 1905
- Dictyna uncinata Thorell, 1856
- Dictyna uvs Marusik & Koponen, 1998
- Dictyna vittata Keyserling, 1883
- Dictyna vultuosa Keyserling, 1881
- Dictyna zhangmuensis Hu, 2001

Selon World Spider Catalog (version 23.5, 2023) :
- † Dictyna rufa Wunderlich, 2012

## Systématique et taxinomie
Ce genre a été décrit par Sundevall en 1833.
Ergatis et Operaria ont été placés en synonymie par Westring en 1861.
Tosyna a été placé en synonymie par Chamberlin et Gertsch 1958.
Ce genre est démembré par Montana, Cala-Riquelme, Crews, Gorneau, Al-Jamal, Alequín, Spagna, Ballarin et Esposito en 2025.

## Publication originale
- Sundevall, 1833 : Conspectus Arachnidum. Londini Gothorum, p. 1-39.